# Jeanne-Pernette Schenker-Massot
Jeanne-Pernette Schenker-Massot, née à Genève le 13 novembre 1761 et morte dans la même ville le 17 janvier 1828, est une peintre miniaturiste suisse.

## Biographie
Elle est la fille d'André Massot, maître et marchand horloger et de Marie-Catherine née Boisdechêne. Son grand-père, Jean Massot dit Champagne, a contribué au succès de Jean Dassier, graveur et médailleur genevois. Son frère, Firmin Massot, est un peintre portraitiste, elle est son premier maître. En 1794, elle épouse Nicolas Schenker, miniaturiste et graveur, ils ont ensemble deux enfants.

## Parcours professionnel
Elle ne bénéficie pas d’une formation traditionnelle. Selon Rigaud, son seul maître attesté est M. Carval (Jean-Baptiste Carvelle), un peintre français réfugié à Genève. Son dessin le plus connu est celui de Mlle Mégevand intitulé La jeune fille au manchon ou La Naïveté. Elle dessine de nombreux portraits mais se consacre finalement principalement à la miniature. Elle s'occupe également de la surveillance de l'Académie des jeunes filles (école de dessin) de la Société des arts de Genève avec Jeanne Henriette Rath, Louise-Françoise Mussard et Elisabeth Terroux.

## Expositions
- Genève : Salon de la Société des arts, 1789
- Genève : Salon de la Société des arts, 1792

## Collections publiques
- Musée d'art et d'histoire de Genève : Portrait d’homme (pastel sur parchemin vers 1780)

## Sources
- Article Jeanne-Pernette Massot du SIKART en ligne